# Gwyneth ten Raa
Gwyneth ten Raa (* 11. Mai 2005 in Luxemburg (Stadt)) ist eine luxemburgische Skirennläuferin.

## Karriere
Gwyneth ten Raa erlernte im Alter von drei Jahren das Skifahren. Mit sechs Jahren fuhr sie bereits ihre ersten Rennen. Im November 2021 nahm sie zum ersten Mal an einem FIS-Rennen in Italien teil. Bereits wenige Monate später wurde ten Raa neben Matthieu Osch als einzige Athletin ihres Landes für die Olympischen Winterspiele 2022 in Peking nominiert. Das Duo war zugleich Fahnenträger Luxemburgs bei der Eröffnungsfeier. Sie war die erste weibliche Athletin aus Luxemburg, die bei Olympischen Winterspielen teilnahm. Als jüngste aller Athletinnen trat ten Raa im Slalom- und Riesenslalom-Rennen an. Beide Male schied sie im ersten Lauf aus. 2023 nahm ten Raa am Europäischen Olympischen Jugendfestival in Italien teil. Dort erreichte sie als beste Platzierung Rang 10 im Slalom.

## Privates
Ihre Schwester Joyce ten Raa ist ebenfalls als Skirennläuferin aktiv.

## Erfolge

### Olympische Winterspiele
- Peking 2022: DNF1 Riesenslalom, DNF1 Slalom

### Weltmeisterschaften
- Courchevel/Méribel 2023: 37. Riesenslalom, 39. Slalom
- Saalbach-Hinterglemm 2025: 36. Riesenslalom

### Australian New Zealand Cup
- 2 Platzierungen unter den besten 15

### Juniorenweltmeisterschaften
- Haute-Savoie 2024: 35. Riesenslalom, DNF Slalom

### Europäisches Olympisches Jugendfestival
- Friaul-Julisch-Venetien 2023: 10. Slalom, 16. Super-G, DNF1 Slalom

### Weitere Erfolge
- Luxemburgische Meisterin im Riesenslalom (2024)[2]
- 6 Podestplätze bei FIS-Rennen